# Joaquín Hinojosa
José Joaquín Hinojosa Segovia, conegut artísticament com a Joaquín Hinojosa (Madrid, 20 de gener de 1951) és un actor espanyol.

## Biografia

### Teatre
Titulat per la Reial Escola Superior d'Art Dramàtic, va iniciar la seva carrera artística a principis dels anys setanta, intervenint com a actor i ajudant de direcció en l'obra Lisístrata (1972) de Aristòfanes.
Després ha interpretat nombrosos personatges sobre els escenaris, entre els quals figuren La cocina, A puerta cerrada —de Sartre—, Súbitamente el último verano (1973) —de Tennessee Williams—, Macbeth i El rei Lear —de Shakespeare—, Edipo —de Sòfocles—, El baile —d'Edgar Neville—, Don Juan Tenorio— de José Zorrilla—, Los cabellos de Absalón (1983) —de Calderón de la Barca—, El yermo de las almas (1996) —de Valle-Inclán— o Poeta en Nueva York i Mariana Pineda (1998) —ambdues de Federico García Lorca.
També ha provat sort com a director teatral en muntatges com La línea del horizonte, Poeta en Nueva York, Una llamada para Pirandello, Atardecer en Santa Elena, La cantante calva, Brecht en el Botánico i El Cronicón de Oña. En setembre de 2003 va substituir Jaime Millás com a director dels Teatres de la Generalitat Valenciana.

### Cinema
Debutà en cinema en 1974 amb No profanar el sueño de los muertos, de Jordi Grau i Solà. L'any següent va protagonitzar un dels títols més destacats del moment, Pascual Duarte, de Ricardo Franco.
En 1980, quan Stanley Kubrick va seleccionar Carlos Saura com a director de doblatge de The Shinning, Saura va triar Hinojosa perquè fos qui doblés Jack Nicholson al costat de Verónica Forqué. En 1982, protagonitza al costat de Carme Elías Luis y Virginia.

### Televisió
Al llarg de la seva carrera ha combinat els seus treballs en teatre i cinema amb incursions en televisió, El juglar y la reina (1978), El Mayorazgo de Labraz (1983), Herederos (2007), Lalola (2008), Bon dia, bonica (Canal 9, 2010), Bandolera (2011), La que se avecina (2015).

## Premis
Medalles del Cercle d'Escriptors Cinematogràfics
| Any  | Categoria                 | Pel·lícula      | Resultat  |
| ---- | ------------------------- | --------------- | --------- |
| 1977 | Millor actor protagonista | Tigres de papel | Guanyador |

## Filmografia
- Gallino, the Chicken System (2012)
- Salvador (Puig Antich) (2006)
- Camarón (2005)
- Para que no me olvides (2005)
- El caso de Marcos Rivera (2005)
- La Tarara del chapao (2003)
- El Caballero Don Quijote (2002)
- Las ratas (1998)
- Un caso para dos (1997)
- Zapico (1996)
- Atolladero (1995)
- Sombras paralelas (1994)
- Catorce estaciones (1991)
- El sueño de Tánger (1991)
- La Batalla de los Tres Reyes (1990)
- Al acecho (1988)
- Jarrapellejos (1988)
- Mientras haya luz (1987)
- Tiempo de silencio (1986)
- Luces de bohemia (1985)
- Un verano de infierno (1984)
- El señor Galíndez (1984)
- Periódica pura (1984)
- Géminis (1982)
- Luis y Virginia (1982)
- Dos (1980)
- Tierra de rastrojos (1980)
- Cuentos eróticos (1980)
- F.E.N. (1980)
- Para unas prisas... (1980)
- La mano negra (1980)
- Homenage à trois (1979)
- ¿Qué hace una chica como tú en un sitio como éste? (1978)
- Camada negra (1977)
- Elisa, vida mía (1977)
- Tigres de papel (1977)
- Pascual Duarte (1976)
- Crónica exterior (1976)
- La trastienda (1975)
- No profanar el sueño de los muertos (1974)
- Apuntes para una tesis doctoral (1974)